# Іст-Лексінгтон (Вірджинія)
Іст-Лексінгтон (англ. East Lexington) — переписна місцевість (CDP) в США, в окрузі Рокбридж штату Вірджинія. Населення — 1824 особи (2020).

## Географія
Іст-Лексінгтон розташований за координатами 37°48′5″ пн. ш. 79°24′59″ зх. д. / 37.80139° пн. ш. 79.41639° зх. д. (37.801471, -79.416492).  За даними Бюро перепису населення США в 2010 році переписна місцевість мала площу 5,99 км², з яких 5,93 км² — суходіл та 0,06 км² — водойми.

## Демографія
Згідно з переписом 2010 року, у переписній місцевості мешкали 1463 особи в 593 домогосподарствах у складі 318 родин. Густота населення становила 244 особи/км².  Було 688 помешкань (115/км²).
Расовий склад населення:
| - 85,2 % — білих - 8,6 % — чорних або афроамериканців - 2,8 % — азіатів - 0,7 % — корінних американців - 0,1 % — вихідців з тихоокеанських островів |

До двох чи більше рас належало 2,5 %. Частка іспаномовних становила 2,0 % від усіх жителів.
За віковим діапазоном населення розподілялося таким чином: 19,7 % — особи молодші 18 років, 69,6 % — особи у віці 18—64 років, 10,7 % — особи у віці 65 років та старші. Медіана віку мешканця становила 29,4 року. На 100 осіб жіночої статі у переписній місцевості припадало 87,3 чоловіків;  на 100 жінок у віці від 18 років та старших — 88,6 чоловіків також старших 18 років.
Середній дохід на одне домашнє господарство  становив 52 005 доларів США (медіана — 36 856), а середній дохід на одну сім'ю — 71 654 долари (медіана — 57 404). За межею бідності перебувало 22,6 % осіб, у тому числі 20,0 % дітей у віці до 18 років та 0,0 % осіб у віці 65 років та старших.
Цивільне працевлаштоване населення становило 445 осіб. Основні галузі зайнятості: освіта, охорона здоров'я та соціальна допомога — 51,9 %, роздрібна торгівля — 15,7 %, фінанси, страхування та нерухомість — 4,9 %, науковці, спеціалісти, менеджери — 4,7 %.